# Прато Купо (Фрозиноне)
Прато Купо је насеље у Италији у округу Фрозиноне, региону Лацио.
Према процени из 2011. у насељу је живело 3 становника. Насеље се налази на надморској висини од 1221 м.